# Погорелов, Владимир Григорьевич
Владимир Григорьевич Погорелов (3 марта 1941, с. Старый Фердампенуаз, Тарутинский район, Одесская область, УССР — 21 июня 2015) — организатор сельскохозяйственного производства, Герой Социалистического Труда.

## Биография
Окончил Первомайскую автошколу (1959) и Мелитопольский институт механизации (1966). В 1966—1969 годах — заведующий мехмастерскими Ковалевской птицефабрики. В 1969—1972 годах — главный инженер совхоза «Зеленоярский».
С 9 октября 1972 года директор совхоза «Степной» Николаевского района Николаевской области, позже переименованного в совхоз имени XXVI съезда КПСС (1981) и ГП Племрепродуктор «Степовое» (2003).
Приняв большое хозяйство (6,9 тысяч га сельхозугодий) с миллионными долгами, за несколько лет вывел его в передовые.
Народный депутат СССР от Николаевского национально-территориального избирательного округа № 52 Украинской ССР (1989—1991). Заслуженный работник сельского хозяйства Украинской ССР.
Президент футбольной команды «Степовое».
Семья: жена, двое сыновей.

## Награды и звания
- Герой Социалистического Труда — указом № 230 Президента СССР Михаила Сергеевич Горбачёва «О присвоении звания Героя Социалистического Труда работникам агропромышленного комплекса Украинской ССР» от 7 июня 1990 года «за выдающиеся успехи в развитии сельского хозяйства, большой личный вклад в увеличение производства и продажи государству сельскохозяйственной продукции на основе применения интенсивных технологий и передовых методов организации труда»[1].
- Награждён орденами «Знак Почёта», Трудового Красного Знамени, князя Ярослава Мудрого V и IV степеней, «За заслуги» ІІІ (2001) и ІІ степеней (2002).